# Tomáš Galásek
Tomáš Galásek   (Frýdek-Místek, 15 de gener de 1973) és un exfutbolista txec de la dècada de 2000.
Fou 69 cops internacional amb la selecció de la República Txeca amb la qual participà en la Copa del Món de Futbol de 2006.
Pel que fa a clubs, defensà els colors de Banik Ostrava, Willem II Tilburg, AFC Ajax, 1. FC Nürnberg i Borussia Mönchengladbach.
Posteriorment ha estat entrenador a clubs modestos alemanys i com assistent a la selecció txeca.

## Palmarès
AFC Ajax
- Eredivisie: 2001-02, 2003-04
- KNVB Cup: 2001-02, 2005-06
- Supercopa neerlandesa de futbol: 2002, 2005

1. FC Nürnberg
- DFB-Pokal: 2006-07